# Yajalón
Yajalón è un comune del Messico, situato nello stato di Chiapas.